# Valérie Arrighetti-Ghibaudo
Pour les articles homonymes, voir Arrighetti et Ghibaudo.
Valérie Arrighetti-Ghibaudo, née le 14 mai 1972, est une véliplanchiste française. 
Ayant pour numéro de voile FRA-444, elle est une ancienne membre de l'Équipe de France de funboard.

## Carrière sportive
Arrighetti-Ghibaudo commence la planche à voile à l'âge de neuf ans, dans le sud de la France. Elle  intègre l'Équipe de France à sa création en 2010.
Elle met un terme à sa carrière de véliplanchiste en 2017 tout en continuant à s'investir dans d'autres pratiques sportives comme notamment le rallye automobile

## Palmarès
- 3e Mondial PWA slalom en 2014
- 2e Mondial PWA Slalom en 2013
- 1re Mondial PWA slalom en 2012
- 3e Mondial PWA Slalom en 2011
- 2e Mondial PWA Slalom en 2010
- Vainqueur Mondial PWA Slalom en 2009
- 2e Mondial PWA Slalom en 2008
- 2e Mondial PWA Slalom en 2007

12 fois championne du monde en speed et en slalom. 

## Sponsors
- GA Sails
- KIA
- Tabou Boards
- Mystic
- Gazoil
- Semaphore